# Tzvika Oren
Tzvi (Tzvika) Oren (uneori Zvika Oren, în ebraică צביקה אורן, la naștere Einhorn, n. 6 iulie 1947, Sighetu Marmației, Maramureș, România) este un industriaș și inginer israelian, născut în România, general de brigadă în rezervă. Între anii 2012-2014 a îndeplinit funcția de președinte al Uniunii Industriașilor din Israel. A servit 26 ani în armata israeliană, între anii 1988-1991 deținând funcția de comandant al forțelor de echipare militară.    

## Biografie
Tzvika Oren s-a născut în 1947 la Sighetul Marmației ca întâiul dintre cei doi copii ai lui David și Tova Einhorn,  și descendent al unei cunoscute familii de rabini ortodocși.
Când a împlinit trei ani, familia a emigrat în Israel. La început au locuit într-o tabără de tranzit (maabará) pentru noi imigranți la Pardes Hanna, apoi în localitatea Magdiel lângă Hod Hasharon. La vârsta de 11 ani tatăl său a murit în urma unui cancer. În afară de sora sa mai mică, mama lui a mai născut o fetiță dintr-a doua ei căsătorie. După școala elementară la Magdiel și după ce familia s-a mutat la Ramat Gan, băiatul s-a înscris la 13 ani la ieșiva „Nehalim” din Petah Tikva și a urmat liceul religios de stat „Haroè” din Ramat Gan. Ulterior a părăsit practica cotidiană a cultului religios, pentru care a păstrat însă respect tot restul vieții.
În anul 1965 Oren s-a înrolat în armată, în forțele blindate. A participat la Războiul de Șase Zile în fruntea unei companii de tancuri apoi a fost comandantul adjunct al unui regiment de tancuri în Războiul de Yom Kipur. În paralel cu serviciul militar el a studiat ingineria mecanică la Technionul din Haifa, apoi a terminat titlul de master în științele politice la Universitatea din Haifa.
După terminarea primului titlu universitar a fost cooptat în forțele de echipare militară, a fost comandant al secției de echipament general, apoi vicecomandant al secției de reparații și întreținere și șef al secției de sisteme mecanizate. În septembrie 1988 a fost numit comandant al forțelor de echipare militară cu gradul de general de brigadă.
În 1991 fiind eliberat la vatră, după un serviciu de 26 ani, Oren a întemeiat compania Amit Taasiot, a cărei subcompanie Matar (Mifaley Taasiot Rakevet) la Beer Sheva (1992) și la Dimona (2009) produce componente de tren și reabilitează vagoane de tren. În anul 2009 Oren a fost ales in prezidiul Uniunii industriașilor din Israel și a devenit președintele comisiei acesteia pentru întreprinderi mici și mijlocii.
Între anii 2012-2014 Tzvika Oren a fost președinte al Uniunii Industriașilor din Israel.
Oren este căsătorit de la vârsta de 28 ani cu Tova, și are doi fii.